# Nålsjöstjärna
Nålsjöstjärna (Pontaster tenuispinus) är en sjöstjärneart som först beskrevs av Magnus Wilhelm von Düben och Johan Koren 1846.  Nålsjöstjärna ingår i släktet Pontaster och familjen nålsjöstjärnor. Enligt den svenska rödlistan är arten nationellt utdöd i Sverige. Arten förekommer i Götaland. Artens livsmiljö är havet. Inga underarter finns listade i Catalogue of Life.